# ピポ☆エンジェルズ
ピポ☆エンジェルズ（PIPO Angel's）は、日本で活動していたアイドル歌手ユニット。タンバリンアーティスツに所属していた。
学研のファッション雑誌「ピチレモン」とアパレルメーカーナルミヤ・インターナショナルのジュニア向けブランド「エンジェルブルー」とのローティーン層をターゲットに相乗効果を狙ったコラボレーションにより、ピチレモンでカリスマ的人気を誇る専属モデル右手愛美、原田百合果、浅田美穂、壁谷明音の4名によって2003年結成。8月に代々木第二体育館で開催された「ピチレモン夏まつり2003」において初お披露目された。

## メンバー
右手愛美（うて・まなみ）1987年8月24日生まれ、愛知県出身。ユニット内役割は班長。
原田百合果（はらだ・ゆりか）1988年7月26日生まれ、埼玉県出身。ユニット内役割は日直。
浅田美穂（あさだ・みほ）1989年6月2日生まれ、東京都出身。ユニット内役割はお楽しみ係。
壁谷明音（かべや・あかね）1990年11月25日生まれ、愛知県出身。ユニット内役割は保健係。
貝森亜理沙（かいもり・ありさ）1991年11月20日生まれ、新潟県出身。
岩崎愛（いわさき・あい）1991年11月26日生まれ、千葉県出身。
愛須春伽（あいす・はるか）1993年3月12日生まれ、京都府出身。

## 来歴
ユニット名の「ピポ☆エンジェルズ」は、ピチレモン誌上で占い記事を連載していた人気西洋占星術師「あがっち」さんのアドバイスによる命名。
デビューを前にしてマクドナルド「ハッピーセット」のタイアップが付いたためにテレビCM等で大々的なプロモーションを行い、シライシ紗トリを音楽プロデューサーに迎えて「Luvly, Merry-Go-Round」でソニー・ミュージックエンタテインメントからCDデビューする。このプロモーションが話題を呼び、リリース直後にはAX MUSIC-TV（日本テレビ系）、ポップジャム（NHK）、 U-CDTV（TBS系）等の音楽番組にたびたび出演した。
衣装はすべてエンジェルブルーのものが提供され、東京、大阪、名古屋、札幌などで断続的にイベントを行う。その他、ナルミヤの海外出店に伴って韓国や香港でも現地のイベントに出演した。
2004年までに2枚のCDをリリースし、ナルミヤ主催のファッションショーにてライヴを行ったり、ラジオでレギュラー番組を持つなどアイドルユニットとして活躍していたが、ターゲットが限定的であったためファン層に乏しく、幅広い人気を集めることができなかった。2004年8月に、ユニットとしては唯一の芸能活動であったラジオ番組が終了し、それをもって一時、活動休止となった。
2004年8月と10月に4人がそれぞれDVD「GROWING UP」シリーズをリリース。2005年11月には「GROWING UP」シリーズを1本にまとめた「GROWING UP OMNIBUS!」がリリースされ、秋葉原でのリリース記念イベントで一夜限りのピポ☆エンジェルズ再結成が実現した。
その後、右手愛美はピチレモンを卒業、浅田美穂は新たに「ソーランはっぴぃず」に参加、原田百合果と壁谷明音は本業のモデルに専念しているため、ピポ☆エンジェルズとしての活動はもうないと思われたが、2006年12月に右手愛美のブログ上で活動再開が報告された。そして2007年6月に新メンバー3人を増員して活動再開されることが発表され、同年7月には「ナナイロの楽園」をリリースしたが、右手は所属事務所をトップコートサテライトに移籍。原田、浅田、貝森はタンバリンとの契約が解除され、特別なアナウンスもないまま2007年12月限りで活動休止になった（その後、浅田は2008年10月にタンバリンと再契約したが、2009年6月に公式ホームページから名前が削除された）。

## ディスコグラフィ

### シングル
1. Luvly, Merry-Go-Round（2003年9月18日、ソニー・ミュージックエンタテインメント） - アニメ『探偵学園Q』オープニング ※2004年7月7日に再発
2. 100%ピュア（2004年2月18日、ソニー・ミュージックエンタテインメント） - アニメ『探偵学園Q』オープニング
3. ナナイロの楽園（2007年7月11日、インデックスミュージック）